# El Agheila
El Agheila o Al 'Uqaylah (en árabe: العقيلة), es una ciudad en la costa mediterránea de Libia, en el Golfo de Sidra, en la parte occidental de Cirenaica, Libia. Ubicada a 154 km al oeste de Bengasi, a 12 de la costa y a 87 de Marsa Brega, importante centro industrial de petróleo.
El Agheila fue un lugar clave en algunas de las batallas más importantes de las campañas del norte de África durante la Segunda Guerra Mundial.
Durante la guerra de Libia de 2011, la ciudad ha sido tomada y atacada por las tropas de Muammar al-Gaddafi y los rebeldes agrupados en el Consejo Nacional de Transición varias veces durante el mes de marzo y abril.